# سیشوگونکی
سیشوگونکی (به ژاپنی: 勢州軍記) نوشته پسر یکی از ملازم گامو اوجیساتو (۱۵۵۶ – ۱۷ مارس ۱۵۹۵) در دوره آزوچی-مومویاما بود. این کتاب بر اساس نوشته‌های باقیمانده از این ملازم و شنیده‌های نویسنده از مردم به وقایع ولایت ایسه در دوره سنگوکو می‌پردازد و یکی از منابع تاریخی ژاپن است.